# Debbie Reynolds
Mary Frances "Debbie" Reynolds (El Paso, 1 de abril de 1932 — Los Angeles, 28 de dezembro de 2016) foi uma atriz, cantora, empresária, historiadora de cinema e humanitarista estadunidense. Ela foi nomeada ao Globo de Ouro por sua interpretação de Helen Kane na película de 1950 Three Little Words. Seu primeiro papel principal foi como Kathy Selden em Singin' in the Rain (1952). Outros sucessos incluem The Affairs of Dobie Gillis (1953), Susan Slept Here (1954), Bundle of Joy (indicada ao Globo de Ouro de 1956), The Catered Affair (papel pelo qual foi considerada a melhor atriz pelo National Board of Review em 1956) e Tammy and the Bachelor (1957), cujo desempenho na canção "Tammy" alcançou sucesso na Billboard. Em 1959, ela lançou seu primeiro álbum de música pop, intitulado Debbie.
Ela estrelou em How the West Was Won (1963) e The Unsinkable Molly Brown (1964), um filme biográfico sobre a famosa Molly Brown. Sua performance como Brown lhe valeu uma indicação ao Oscar de Melhor Atriz. Seus outros filmes incluem The Singing Nun (1966), Divorce American Style (1967), What's the Matter with Helen? (1971), Mother (nomeado ao Globo de Ouro de 1996) e In & Out (1997). Reynolds também foi um artista de cabaré. Em 1979, ela fundou o Debbie Reynolds Dance Studio em North Hollywood, que ainda opera até hoje.
Em 1969 ela estrelou na televisão no Debbie Reynolds Show, pelo qual recebeu uma indicação ao Globo de Ouro. Em 1973, Reynolds estreou na Broadway em um remake do musical Irene e foi indicada ao Tony Award de melhor atriz em musical. Ela também foi indicada para um Daytime Emmy Award por seu desempenho em A Gift of Love (1999) e um Emmy Award por interpretar a mãe de Grace Adler em Will & Grace. Na virada do milênio, Reynolds chegou a uma nova geração mais jovem com seu papel como Aggie Cromwell na série de Halloween chamada Halloweentown. Em 1988, ela lançou sua autobiografia intitulada, Debbie: My Life. Em 2013, ela lançou uma versão atualizada intitulada Unsinkable: A Memoir.
Reynolds também tinha vários empreendimentos, incluindo um estúdio de dança e um hotel e casino em Las Vegas, além de ser uma ávida colecionadora de memorabilia de filmes, começando com itens comprados no leilão de 1970 da MGM. Ela serviu como presidente do Thalians, uma organização dedicada a causas de saúde mental. Reynolds continuou a executar com sucesso em palco, televisão e cinema em seus oitenta anos. Em janeiro de 2015, Reynolds recebeu o Screen Actors Guild Life Achievement Award. Em 2016 recebeu o Prêmio Humanitário Jean Hersholt da Academia de Artes e Ciências Cinematográficas. No mesmo ano, um documentário sobre sua vida foi lançado intitulado Bright Lights: Starring Carrie Fisher e Debbie Reynolds, que foi transmitido pela HBO em 7 de janeiro de 2017. Em 28 de dezembro de 2016, Reynolds morreu em Los Angeles.

## Vida pessoal

### Juventude

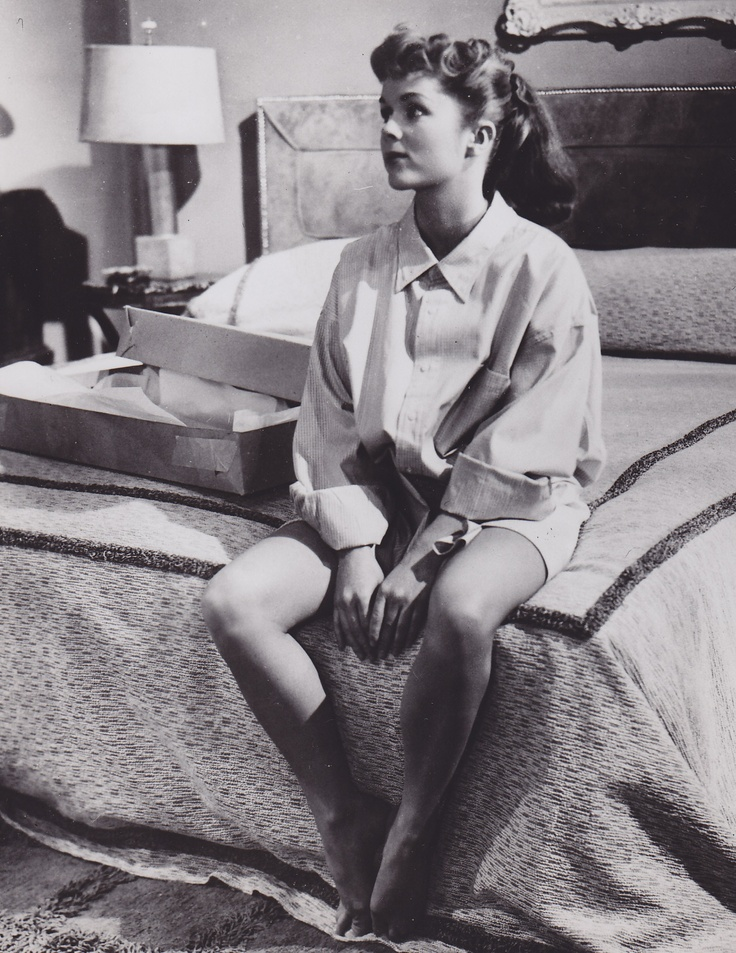
Reynolds em Susan Slept Here (1954).

Mary Frances Reynolds nasceu em 1 de abril de 1932 em El Paso, Texas, de Maxene "Minnie" (née Harman) e Raymond Francis "Ray" Reynolds, um carpinteiro da Southern Pacific Railroad. Ela era de ascendência escocesa-irlandesa e inglesa e foi criada em uma rigorosa Igreja do Nazareno. Reynolds tinha um irmão dois anos mais velho e era uma escoteira e disse uma vez que queria morrer como a mais velha escoteira do mundo. Seu pai era um cavador de vala e sua mãe trabalhava em uma lavanderia como fonte de renda, na época em que viveram em um barraco na Rua da Magnólia, em El Paso. "Podemos ter sido pobres", ela disse, "mas sempre tivemos algo para comer, mesmo que papai tivesse que sair no deserto e atirar coelhos".
| “ | Uma das vantagens de ter sido pobre é que você aprende a apreciar a boa fortuna e o valor de um dólar, e a pobreza não tem medo de você, porque você sabe que você passou por isso e você pode fazê-lo novamente ... Mas nós sempre fomos uma família feliz e uma religiosa. E estou tentando inculcar em meus filhos o mesmo senso de valores, o mesmo tom que minha mãe me deu. | ” |

Sua família mudou-se para Burbank, Califórnia, em 1939. Enquanto uma estudante de 16 anos de idade, ela ganhou o concurso de beleza Miss Burbank em 1948. Logo depois, ela conseguiu um contrato com a Warner Bros e adquiriu o apelido de "Debbie", dado por Jack L. Warner.
Um de seus amigos mais próximos do colégio disse que ela raramente namorava durante sua adolescência em Burbank. "Nunca a acharam atraente na escola, ela era bonitinha, mas um pouco chata e sua família nunca tinha dinheiro. Ela nunca se vestia bem ou dirigia um carro e, eu acho, durante todos os anos na escola, ela foi convidada para uma única dança." Reynolds concordou, dizendo que "quando eu comecei, eu nem sabia me vestir, eu usava saia e uma camisa, eu não tinha dinheiro, nem gosto, nem treinamento." Seu amigo acrescenta:
| “ | Digo isto com toda sinceridade. Debbie pode servir como uma inspiração para todas as mulheres norte-americanas jovens. Ela surgiu da maneira mais difícil e ela tem um senso realista de valores baseados na fé, no amor, no trabalho e no dinheiro. A vida tem sido amável com ela porque ela tem sido bondosa com a vida. Ela é uma mulher jovem com consciência, o que é algo raro em atrizes de Hollywood. Ela também tem um refrescante senso de honestidade. | ” |

### Casamentos

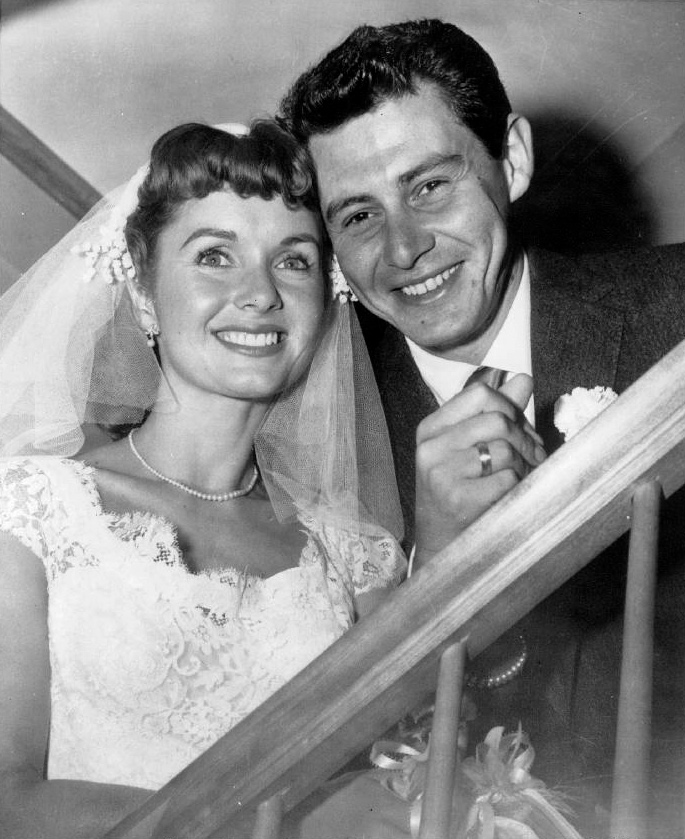
Reynolds e Eddie Fisher em 1955

Reynolds casou-se três vezes. Seu primeiro casamento foi com o cantor Eddie Fisher em 1955. Eles se tornaram os pais de Carrie (1956-2016) e Todd Fisher (1958). O casal se divorciou em 1959, quando Fisher teve um caso com Elizabeth Taylor (1932-2011) pouco depois da morte do marido de Taylor, Mike Todd; Taylor e Reynolds eram boas amigas na época. O caso de Eddie Fisher com Elizabeth Taylor causou um sério escândalo público, o que levou ao cancelamento do programa de televisão de Eddie Fisher.
Em 2011, Reynolds estava no The Oprah Winfrey Show apenas semanas antes da morte de Elizabeth Taylor. Ela explicou que ela e Taylor viajaram ao mesmo tempo no navio marítimo RMS Queen Elizabeth no final dos anos 1960 ou início dos anos 1970, quando então se reconciliaram. Reynolds enviou uma nota para o quarto de Taylor e Taylor enviou uma nota em resposta pedindo para jantar com Reynolds e acabar a briga. Como Reynolds descreveu, "tivemos uma noite maravilhosa com muitas risadas". Ela observou o lado positivo do divórcio e seu novo casamento:
| “ | Agora, em retrospecto, embora não tenha sido a minha vontade, acho que provavelmente foi a melhor coisa que já aconteceu comigo. Ele me deu dois grandes filhos e por isso eu sempre serei grata. Nossa porta está sempre aberta para ele. Eu acredito na coexistência pacífica e em ser amiga do pai de seus filhos. | ” |

O segundo casamento de Reynolds, para o empresário milionário Harry Karl, durou de 1960 a 1973. Por um período durante a década de 1960, ela parou de trabalhar no estúdio nas tardes de sexta-feira para assistir às reuniões de escoteiras, já que ela era a líder da Tropa de Escoteiras, da qual sua filha Carrie, então com 13 anos, e sua enteada Tina Karl, também 13, eram membros. Reynolds mais tarde se viu em dificuldades financeiras por causa do vício de jogo e investimentos ruins de Karl. O terceiro casamento de Reynolds foi com o desenvolvedor imobiliário Richard Hamlett, de 1984 a 1996.
Além disso, Debbie Reynolds se destacou ao longo de sua vida como uma grande colecionadora de objetos relacionados com o mundo de Hollywood. Escreveu os livros autobiográficos Debbie: My Life de 1988 e Unsinkable: A Memoir de 2013.

## Morte
Debbie Reynolds morreu em 28 de dezembro de 2016, vítima de um acidente vascular cerebral, apenas um dia após a morte de sua filha Carrie Fisher (a atriz que interpretou a Princesa Leia na saga Guerra nas Estrelas).
Segundo seus familiares, as últimas palavras de Debbie foram: "Vou ficar com Carrie". O corpo da atriz foi enterrado no Forest Lawn Memorial Park.

## Filmografia
- 1948 – June Bride

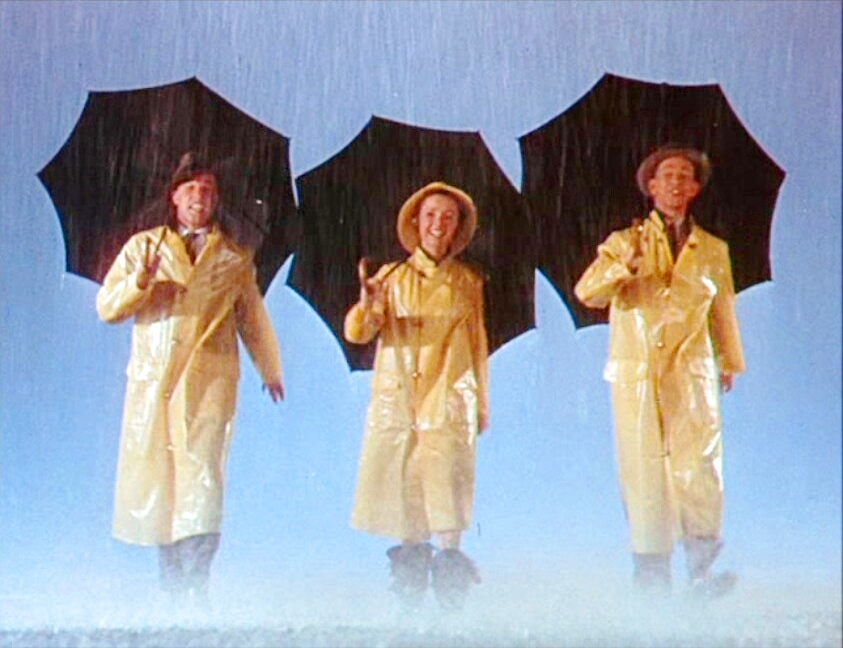
Cena de Debbie Reynolds em Singin' in the Rain, seu filme mais conhecido

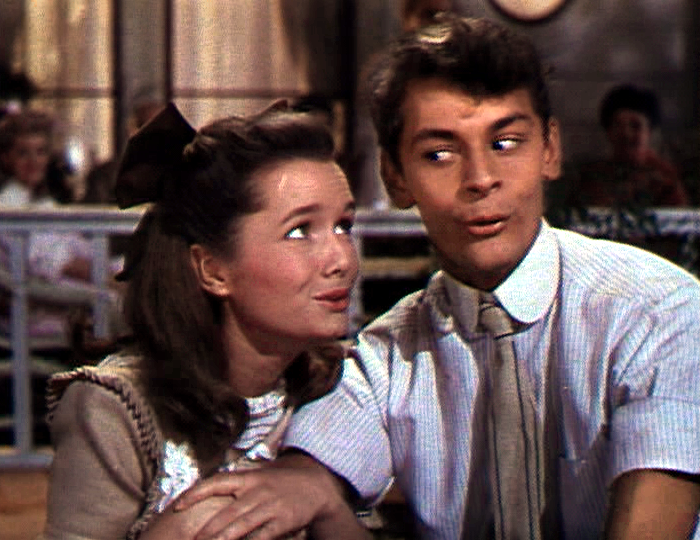
Reynolds em Two Weeks with Love (1950)

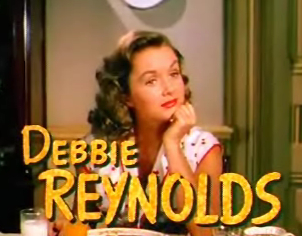
I Love Melvin (1953)

- 1950 – The Daughter of Rosie O'Grady
- 1950 – Three Little Words
- 1951 – Two Weeks with Love
- 1951 – Mr. Imperium
- 1952 – Singin' in the Rain
- 1952 – Skirts Ahoy!
- 1953 – I Love Melvin
- 1953 – The Many Loves of Dobie Gillis
- 1954 – Give a Girl a Break
- 1954 – Susan Slept Here
- 1954 – Athena
- 1955 – Hit the Deck
- 1955 – The Tender Trap
- 1956 – Meet Me in Las Vegas
- 1956 – The Catered Affair
- 1956 – Bundle of Joy
- 1957 – Tammy and the Bachelor
- 1958 – This Happy Feeling
- 1959 – The Mating Game
- 1959 – Say One for Me
- 1959 – It Started With a Kiss
- 1959 – The Gazebo
- 1960 – The Rat Race
- 1960 – Pepe
- 1961 – The Pleasure of His Company
- 1961 – The Second Time Around
- 1962 – How the West Was Won
- 1963 – Mary, Mary
- 1963 – My Six Loves
- 1964 – The Unsinkable Molly Brown
- 1964 – Goodbye Charlie
- 1966 – The Singing Nun
- 1967 – Divorce American Style
- 1968 – How Sweet It Is!
- 1971 – What's the Matter with Helen?
- 1971 – The Mouse Returns (1971)
- 1973 – Charlotte's Web (voz)
- 1974 – Busby Berkeley (documentário)
- 1974 – That's Entertainment!
- 1975 – The Last Salvation
- 1989 – Majo no Takkyūbin (voz na versão em inglês de 1998)
- 1992 – The Bodyguard (1992)
- 1993 – Jack L. Warner: The Last Mogul (documentário)
- 1993 – Heaven & Earth
- 1994 – That's Entertainment! III
- 1996 – Mother
- 1996 – Wedding Bell Blues
- 1997 – In & Out
- 1998 – Halloweentown
- 1998 – Fear and Loathing in Las Vegas
- 1998 – Zack and Reba
- 1998 – Rudolph the Red-Nosed Reindeer: The Movie (voz)
- 1999 – Keepers of the Frame (documentário)
- 2000 – Rugrats in Paris: The Movie (voz)
- 2001 – Halloweentown II: Kalabar's Revenge
- 2002 – Cinerama Adventure (documentário)
- 2004 – Connie and Carla
- 2004 – Halloweentown High
- 2006 – Return to Halloweentown
- 2007 – Mr. Warmth: The Don Rickles Project (documentário)
- 2008 – The Jill & Tony Curtis Story (documentário)
- 2008 – Blaze of Glory (voz)
- 2008 – The Brothers Warner (documentário)
- 2008 – Fay Wray: A Life (documentário)
- 2009 – Broadway: Beyond the Golden Age (documentário)
- 2012 – One for the Money
- 2013 – Behind the Candelabra